# Beyond Gaming
Beyond Gaming，簡稱BYG，台灣電子競技戰隊，創辦人為英雄聯盟GPL超級聯賽及LMS職業聯賽前職業選手薛弘偉（丁特），目前已全面解散走入歷史。

## 團隊理念
BYG 以「超越（Beyond）」為核心。
於職業聯賽的領域，期盼隊員們極盡自己能力跨越所有阻礙。無論兵家常事，都要去學習，才有可能超越過不去的自己。
「取之於電競用之於電競」
於台灣的電競，期盼團員們保有自己玩遊戲、打比賽的初心，以運動家精神，堅持「公平」「公正」的原則，在「良性競爭」與「共同合作」的方法上，讓台灣的電子競技繼續超越台灣自己。

## 大事記

### 2021年
- 2021年1月26日，Beyond Gaming正式成立。
- 2021年1月29日，網紅「館長」陳之漢宣布其公司「惡名昭彰股份有限公司」自有品牌「Notorious」正式贊助BYG[4]。
- 2021年7月8日，宣布獲兆豐銀行冠名贊助，改名為「兆豐銀行Beyond Gaming（Mega bank Beyond Gaming）」。
- 2021年8月27日，英雄聯盟太平洋職業聯賽半決賽，BYG以3:2擊敗強敵PSG Talon，正式獲得英雄聯盟世界大賽門票[5]。
- 2021年8月29日，英雄聯盟太平洋職業聯賽冠軍賽Bo5系列赛，BYG以2:3輸給PSG Talon，獲得亞軍。
- 2021年10月8日，S11入圍賽第二階段，BYG激戰Galatasaray Esports，以讓二追三，3:2搶下勝利[6]。
- 2021年10月9日，中路選手「Maoan」簡茂安涉嫌洩漏比賽Ban pick而被Riot Games禁賽。[7][8][9]
- 2021年10月9日，對上英雄聯盟韓國冠軍聯賽（LCK）的Hanwha Life Esports戰隊爭奪小組賽資格，最終0：3不敵HLE，結束世界賽之旅。[10]
- 2021年11月19日，BYG戰隊宣布釋出PK、Husky、Doggo三名成員。
- 2021年11月27日，BYG戰隊宣布加盟英雄聯盟S2世界大賽冠軍台北暗殺星TPA的「MiSTakE（陳彙中）」與「Stanley（王榮燦）」，兩人將作為戰隊董事，共同管理戰隊事務與決策[11] 。
- 2021年12月9日，BYG戰隊宣布Likai、Minji、SeNBon、Wako四名成員加入[12]。

### 2022年
- 2022年9月3日，在英雄聯盟太平洋職業聯賽敗部決賽中以3:2擊敗PSG Talon，獲得英雄聯盟太平洋職業聯賽第二張英雄聯盟世界大賽門票。
- 2022年9月4日，在英雄聯盟太平洋職業聯賽冠軍賽中以0:3遭CTBC Flying Oyster擊敗，以英雄聯盟太平洋職業聯賽夏季賽亞軍坐收。
- 2022年9月11日，BYG二隊（BYG我愛你）在亞洲電子競技公開賽總決賽中以0:3敗給台北熊讚隊，獲得亞軍。
- 2022年10月3日，在2022英雄聯盟世界大賽入圍賽中以2-3作收，排名A組第5，無緣BO5，未能晉升淘汰賽階段[13]。
- 2022年11月24日，BYG宣布釋出選手Liang、HuSha、Minji、SeNBon、Wako、TNS等，且同時釋出教練Benny、Wulala。
- 2022年12月9日，BYG宣布前JT選手KongYue、教練Butter加入，將原二隊選手RenYe、1116（原Maoan）、Feng上拉至一隊[14]。

### 2023年
- 2023年1月13日，BYG戰隊宣布Eason加入擔任副教練。
- 2023年4月17、18日，BYG戰隊於17日宣布釋出Kino，並在隔日宣布前S9W選手Keres加入。
- 2023年5月20日，BYG戰隊宣布前AL選手Betty加入。
- 2023年6月，前PSG、TSM經理土龍成為BYG顧問[14]。
- 2023年8月27日，在英雄聯盟太平洋職業聯賽敗部決賽中以2:3惜敗CTBC Flying Oyster，最終以夏季賽季軍坐收[15]。
- 2023年12月15日，BYG戰隊宣布Betty、Keres、RenYe離隊。
- 2023年12月17日，BYG戰隊宣布Driver、S1aytrue、Chieh加入。

### 2024年
- 2024年1月19日，BYG以2:1爆冷擊敗Karsa率領的CFO戰隊。
- 2024年4月20日，於Facebook粉絲專頁宣布解散。[16]

## 團隊成員

### 《英雄聯盟》（已解散）

#### 解散前最後選手
| 比賽ID       | 姓名   | 定位 | 國家/地區 | 備註                         |
| ------------ | ------ | ---- | --------- | ---------------------------- |
| BYG Driver   | 沈宗樺 | 上路 | 中華民國  | 前JT上路選手                 |
| BYG Husha    | 黃梓維 | 打野 | 中華民國  | 前PSG Talon打野選手          |
| BYG 1116     | 簡茂安 | 中路 | 中華民國  | 前LSC東泰太陽隊、BJD中路選手 |
| BYG Feng     | 陳駿豐 | 下路 | 中華民國  |                              |
| BYG S1aytrue | 林聖博 | 輔助 | 中華民國  | 前CFO輔助選手                |

#### 解散前最後教練組/後勤
| 遊戲暱稱  | 姓名   | 定位   | 國家/地區 | 備註                   |
| --------- | ------ | ------ | --------- | ---------------------- |
| BYG Chieh | 李杰   | 主教練 | 中華民國  | 前TPA、JT選手，TES教練 |
| BYG Eason | 尹以伸 | 副教練 | 中華民國  |                        |
| BYG WenYi | 張文益 | 隊經理 | 中華民國  | 丁特YouTube頻道剪輯師  |

#### 已離開隊員
| 比賽ID | 姓名     | 定位 | 國家/地區 | 備註                |
| ------ | -------- | ---- | --------- | ------------------- |
| PK     | 謝宇庭   | 上路 | 中華民國  | 已退役              |
| Husky  | 黃錦誠   | 中路 | 中華民國  |                     |
| Doggo  | 邱梓銓   | 下路 | 中華民國  | 現CFO下路選手       |
| Liang  | 吳亮德   | 上路 | 中華民國  | 已退役              |
| Minji  | 呂柏緯   | 中路 | 中華民國  | 現J Team中路選手    |
| SeNBon | 吳思宇   | 中路 | 中華民國  |                     |
| Wako   | 鄒惟洋   | 下路 | 中華民國  |                     |
| Kino   | 朱吳欣榮 | 輔助 | 中華民國  | 現CFO二隊輔助選手   |
| RenYe  | 楊育任   | 打野 | 中華民國  | 現WP打野選手        |
| Keres  | 羅智傑   | 輔助 | 香港      | 已退役              |
| Betty  | 盧禹宏   | 下路 | 中華民國  | 現PSG Talon下路選手 |

## 外部連結
- Beyond Gaming YouTube官方網站
- Beyond Gaming Facebook官方網站 （页面存档备份，存于）
- Beyond Gaming Instagram官方網站 （页面存档备份，存于）
- Beyond Gaming電競論壇 （页面存档备份，存于）